# 금동여래입상 (보물 제401호)
금동여래입상(金銅如來立像)은 통일신라의 불상이다. 1964년 9월 3일 대한민국의 보물 제401호로 지정되었다. 서울특별시 용산구 리움미술관에 소장되어 있다.

## 개요
금동여래입상(金銅如來立像)은 대좌(臺座)와 광배(光背)가 없고 몸체만 남아있는 전체 높이 32.3cm의 불상으로 민간에 소장되어 있는 것으로는 비교적 큰 편에 속한다. 전래한 장소나 소장하게 된 경위는 알 수 없으나 일제시대 일본인으로부터 입수하였다고 전해진다. 전체에 도금의 흔적이 남아 있으며, 곳곳에 푸른 녹이 덮여있다.
머리에는 작은 소라 모양의 머리칼을 붙여 놓았으며 정수리 부근에는 상투 모양의 큼직한 머리(육계)가 있으나 높이는 낮다. 얼굴은 네모나고 눈은 옆으로 길게 올라가 있으며, 코와 입은 작고 볼에 두툼하게 살이 올라 있다. 원만하면서도 평면적인 얼굴 모습은 통일신라시대 불상의 양식을 잘 반영한 것이라고 하겠다. 넓은 양 어깨에 걸친 옷은 길게 내려서 U자형의 옷깃을 보이면서 몸 전체를 감싸고 있다. 가슴에는 속에 입은 옷과 띠매듭을 나타내었는데, 이것도 통일신라시대 불상에서 나타나는 대표적인 특징이다. 오른손은 들어 손바닥을 보이고, 왼손은 허리 아래로 내려 역시 손바닥을 보이고 있는 모습이다. 불상의 뒷면에는 머리와 몸체의 아래 위에 큰 구멍이 뚫려 있는데, 이것은 주조 기술에 따르는 것으로 역시 통일신라의 금동불에서 나타나는 특징이다.
전체적으로 몸에 비해 머리가 큰 편으로 작달막하고 살찐 모습을 보여주고 있는데, 옷의 표현에 있어서는 생동감과 부피감이 많이 줄어들고 있다. 조각 표현은 평면적으로 굳어지는 경향을 보이고 있으며, 옷주름도 형식화가 되어가고 있는 통일신라 후기의 불상으로 보인다. 

## 같이 보기
- 리움미술관

## 참고 자료
- 금동여래입상 - 국가유산청 국가유산포털